# Santuario de la Montaña
El santuario de la Montaña es un santuario católico ubicado en el municipio español de Cáceres. En este lugar se venera desde el siglo XVII a la Virgen de la Montaña, patrona de la ciudad de Cáceres.
Se estructura en torno a un complejo de capillas ubicado en la sierra de la Mosca ("la Montaña"), un cerro ubicado al este de la ciudad desde el cual puede verse una amplia panorámica tanto del casco urbano como de sus alrededores. Debido a ello, el santuario es visible desde diversos puntos de la ciudad y de su término municipal. En 1949, el templo fue declarado Bien de Interés Cultural como parte integrante del conjunto histórico de Cáceres.

## Localización
Se accede al santuario desde una carretera de unos dos kilómetros de largo que sale de la Ronda Sureste. Para llegar al santuario desde dicha carretera de circunvalación, hay que dirigirse a la rotonda cuya salida urbana lleva al barrio de San Marquino, saliendo de la Ronda por la vía que hay en el lado contrario a dicha salida urbana. El acceso a pie desde el casco antiguo de la ciudad se hace a través del citado barrio de San Marquino. A pesar de tratarse de uno de los lugares más visitados de Cáceres, ninguna línea del autobús urbano llega hasta aquí arriba, siendo las paradas más cercanas las de la línea 6 en San Marquino.
Desde el punto de vista de la geografía física, el santuario se ubica en la sierra de la Mosca; esta sierra, localmente conocida como "la Montaña", es la más importante del conjunto de colinas sobre las cuales se asienta la ciudad, conocidas colectivamente como los Alcores de Cáceres. La sierra de la Mosca separa los cascos antiguos de Cáceres y Sierra de Fuentes y tiene su pico más alto en este último municipio, a 664 m s. n. m., denominándose dicho pico "el Risco" y albergando la ermita del Risco. El santuario cacereño se ubica en la prolongación del pico llamado "el Portanchito", ubicándose dicho pico a una altitud de 640 m s. n. m., el santuario a 623 y la ciudad a múltiples altitudes entre 300 y 500, lo que garantiza el funcionamiento del santuario como mirador.
Aunque oficialmente el santuario se ubica en un terreno rústico, en sus alrededores se ha creado un asentamiento irregular formado por numerosas viviendas de campo que han acabado convirtiéndose en un barrio periférico no oficial de la ciudad, denominado La Montaña. Estas viviendas comenzaron a construirse de forma alegal o ilegal en la década de 1960, pero con el tiempo la normativa urbanística cacereña las ha reconocido como parte del paisaje que rodea al santuario. En los alrededores de este barrio se ubican, además del santuario, dos edificios históricos del siglo XX en ruinas: la mina de Valdeflores, en el valle de Valdeflores, y los cimientos del hospital antituberculoso Victoria Eugenia.

## Historia

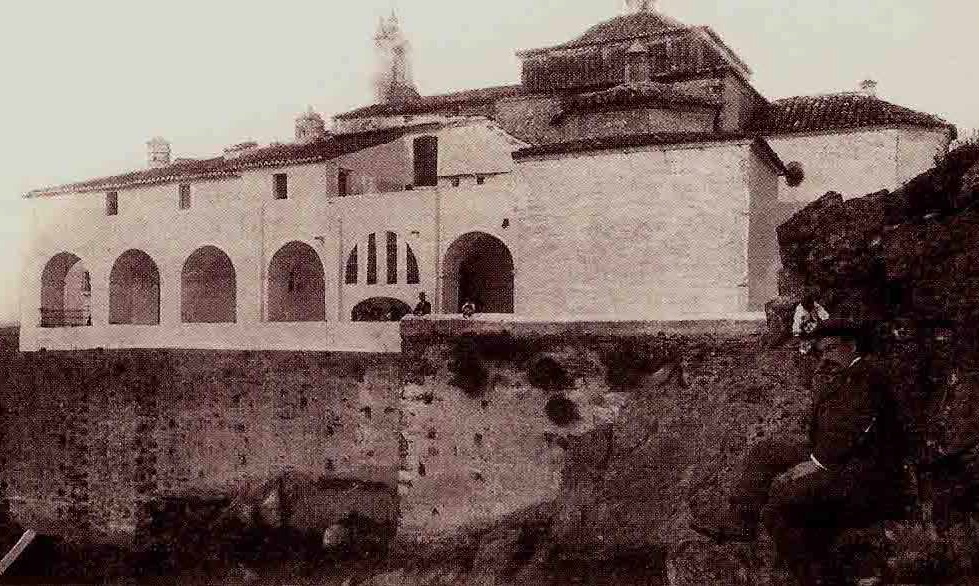
El santuario en 1910

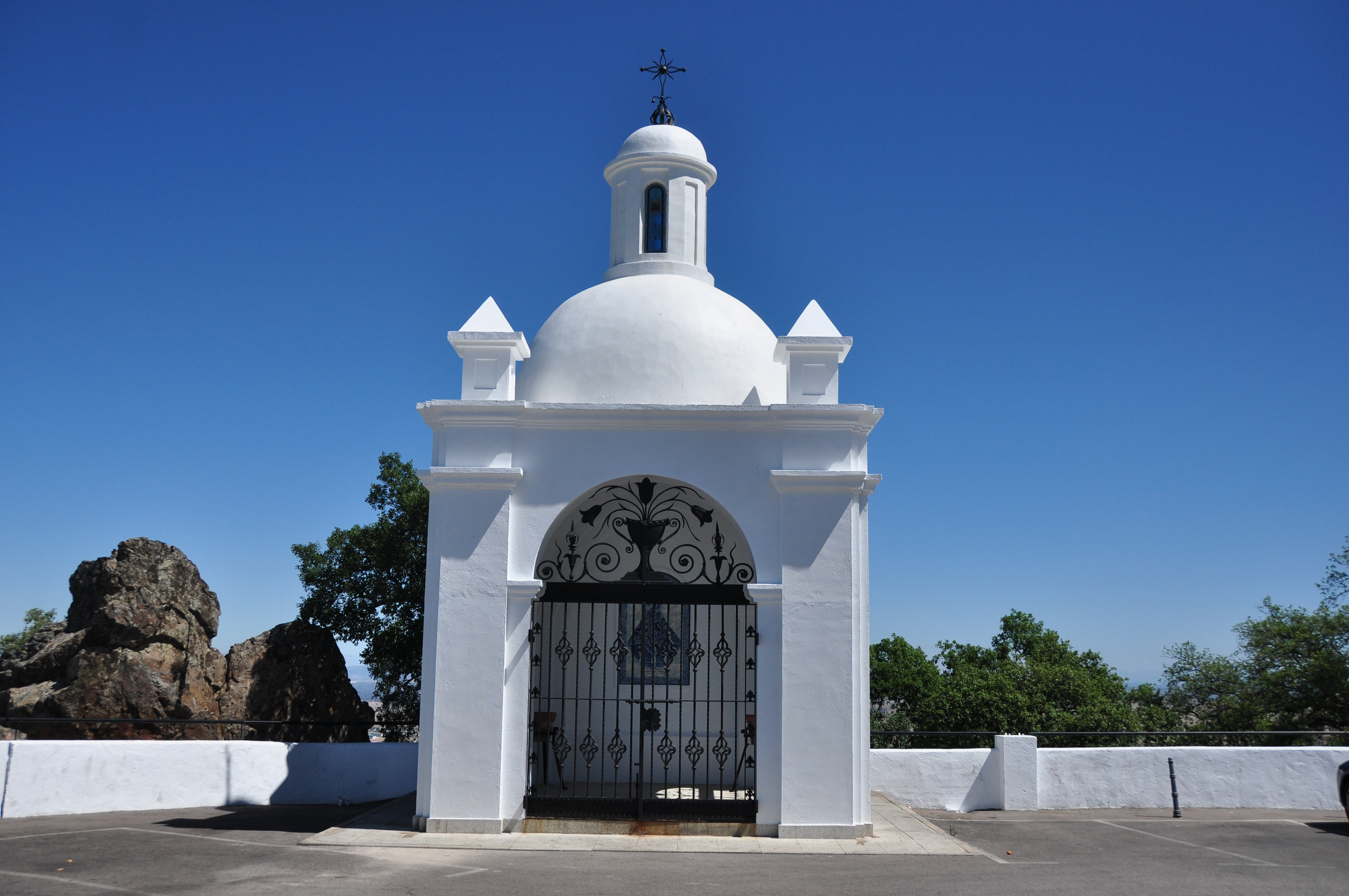
El templete fue reconstruido en el año 2000, tras derribarse en 1966 el original.

El santuario fue fundado como una pequeña ermita por Francisco de Paniagua, un ermitaño de Casas de Millán que llegó a la villa de Cáceres a principios del siglo XVII con una imagen mariana que él denominaba "Virgen de Monserrate". En lo que entonces era un área con densa vegetación en la sierra de la Mosca, el ermitaño construyó una cabaña para usarla como vivienda y junto a la cabaña la primera ermita de la Virgen. Su principal apoyo para el proyecto en la villa fue el sacerdote Sancho de Figueroa Ocano, vicario de la entonces parroquia de Santa María, por lo que la ermita quedó aneja a dicha parroquia. El obispo de Coria, Jerónimo Ruiz Camargo, bendijo la ermita el 24 de marzo de 1626. Paniagua se instaló como ermitaño al fondo del nuevo edificio, en una estancia muy sencilla.
Inmediatamente tras su construcción, la ermita comenzó a tener una enorme afluencia de fieles, ya que a la devoción se añadían las vistas de la villa desde lo alto de la sierra. Debido a ello, Paniagua decidió construir una segunda capilla, pero falleció en 1636 sin poder concluir la obra. A partir de ahí, se encargó del santuario una cofradía fundada en 1635 y que todavía existe actualmente; esta cofradía organizó por primera vez una bajada de la Virgen a la villa en 1641, cuando ya estaba finalizada la segunda estructura. A mediados del siglo XVII se construyeron una hospedería, la espadaña, una caballeriza y un pozo. Se conoce la existencia de una plazuela-mirador ya en documentos de 1674 y el templete se menciona ya en 1703. La construcción de la estructura del santuario terminó con la tercera capilla entre 1716 y 1721, añadiéndosele en 1764 la capilla del Cristo, en 1775 la capilla de Santa Ana y en 1783 el camarín.
Entre 1896 y 1898 se construyó la carretera de acceso al santuario, en 1926 se añadió el monumento al Sagrado Corazón de Jesús y en 1940 se restauró la primera capilla. La presión turística llevó a que en 1966 se derribaran parte de las estructuras accesorias para ampliar el mirador como aparcamiento, incluyéndose en el derribo el templete, que no se reconstruyó hasta el año 2000. En 1992 se restauró el retablo mayor. Entre 2010 y 2012 tuvo lugar una importante obra de restauración en el santuario.

## Descripción

### Capillas

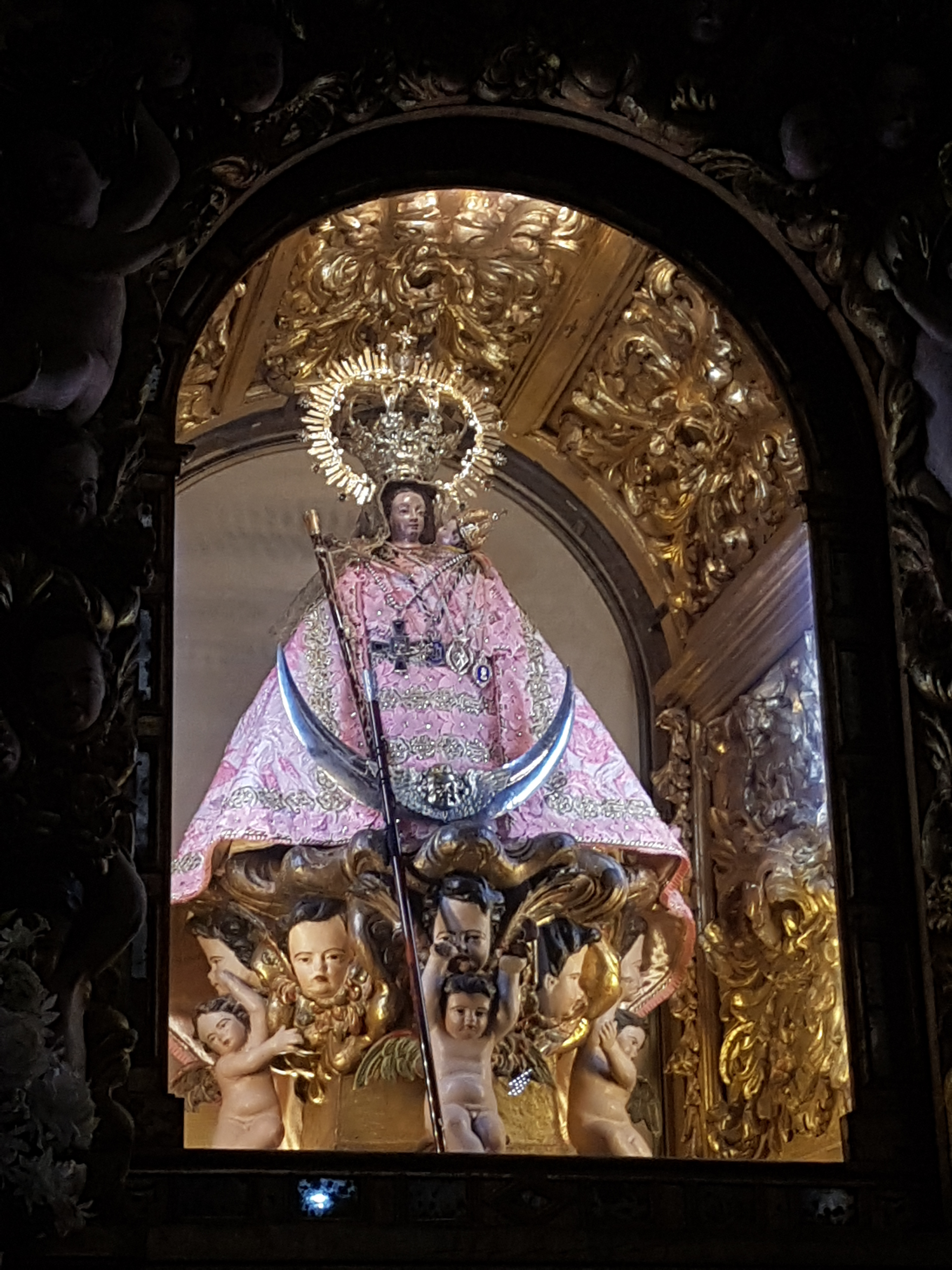
La Virgen de la Montaña en el camarín del santuario

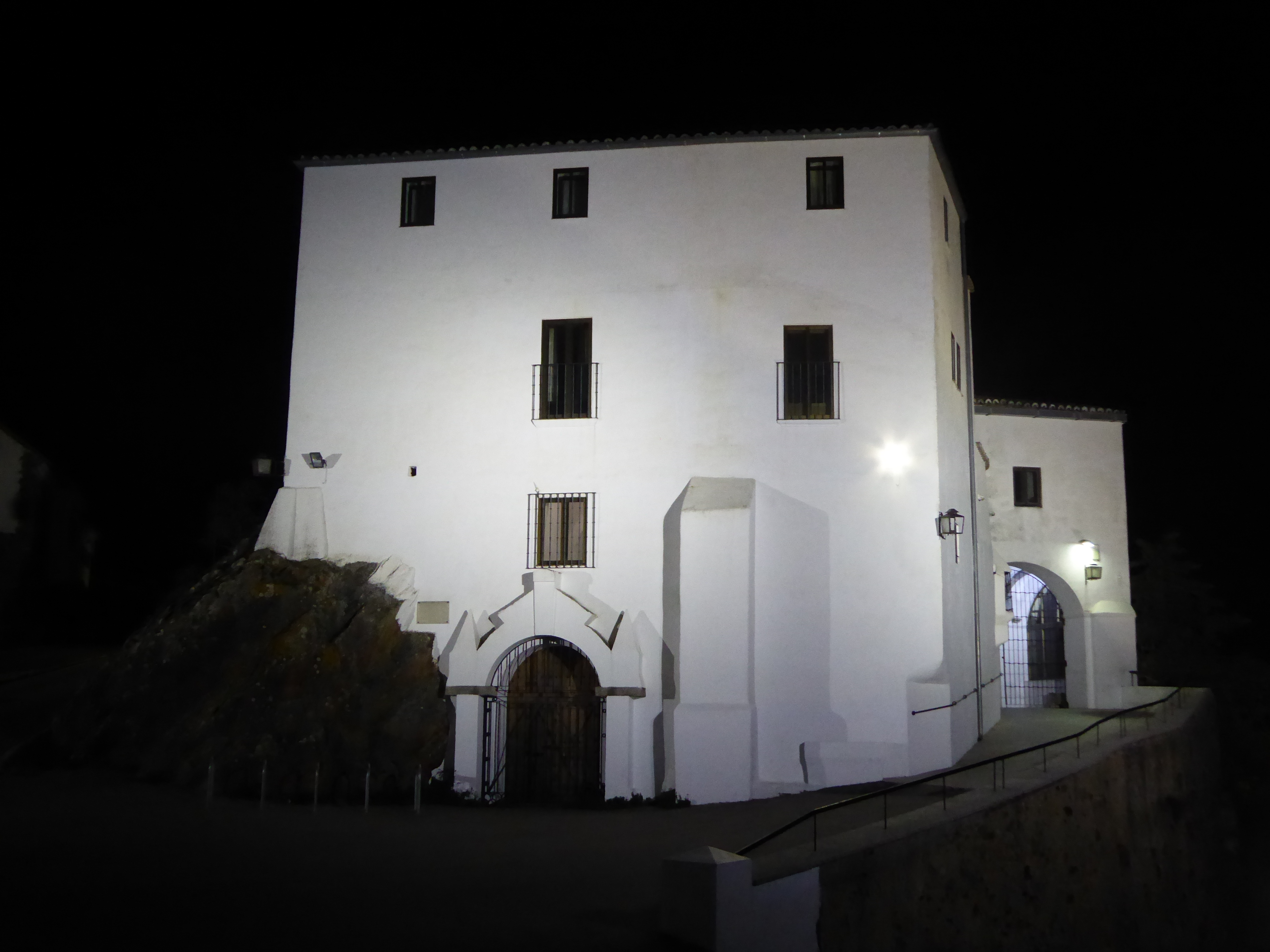
Vista nocturna del santuario. La puerta lateral que se ve en la imagen es la que da acceso a la capilla principal.

El santuario se estructura en torno a un complejo de capillas ubicadas en un mismo edificio, donde Paniagua instaló su ermita. La primera capilla (la ermita original inaugurada en 1626) se conserva actualmente con la denominación coloquial de "la Gruta" y es una sencillísima estructura formada por una bóveda de cañón, de unos seis metros y medio de largo, dos metros y medio de ancho y dos metros y medio de alto. Esta capilla se ubica en la parte más baja del edificio y fue construida con mampostería y ladrillo aprovechando como muros las propias piedras del cerro. Mientras la primera capilla se distingue claramente, no se conserva la segunda (la construida en la década de 1630), ya que la tercera capilla (la construida entre 1716 y 1721) es una ampliación de la segunda; según indicó Ortí Belmonte en 1949, lo más probable es que aquella segunda capilla solamente ocupase algo más del actual coro de la tercera.
La capilla del siglo XVIII, en torno a la cual se estructura el edificio principal del complejo, está formada por una sola nave de dos tramos cuya planta es rectangular, a la cual se suman una capilla mayor cuadrada junto a la cual se ubican dos capillas laterales y un camarín. Se accede a la capilla a través de un sotacoro ubicado en los pies. Lo más notable del interior de esta capilla es la decoración dieciochesca que se extiende por la bóveda de arista de la nave, por la cúpula de la capilla mayor y por sus lunetos, pechinas, cornisas e intradoses; esta decoración incluye, entre numerosos adornos de estilo rococó, dieciséis óleos sobre lienzo del siglo XIX que José Ramón Mélida atribuyó a Rafael Lucenqui; previamente se ubicaban aquí las pinturas originales del siglo XVIII, de cuya restauración se encargó el pintor local Higinio E. Pérez.
El principal bien mueble de la capilla del siglo XVIII es su retablo mayor, que data de 1726 y es obra de un taller de Salamanca. Por su historia y estilo, se ha atribuido la autoría a Manuel de Lara Churriguera, aunque no hay documentos claros sobre ello. El retablo se estructura en cuatro columnas y está fuertemente decorado con querubines y figuras vegetales. El centro del retablo lo ocupa la imagen titular de la Virgen de la Montaña, patrona de Cáceres, obra barroca anónima de 58 cm tallada al mismo tiempo que se construyó la primera ermita y que actualmente se ubica en el camarín, bajando una vez al año a la ciudad en su Novenario. No debe confundirse esta imagen con la talla original de la "Virgen de Monserrate" que Paniagua trajo a Cáceres, pequeña imagen de la mitad de tamaño que Paniagua usaba para pedir limosna por la villa y que permanece todo el año guardada en este santuario. La actual imagen titular está acompañada en los laterales del retablo por imágenes del siglo XVIII de San José y San Joaquín.
Además del retablo mayor, la capilla de Santa Ana, ubicada en el lado de la Epístola, alberga un retablo del siglo XVIII de Vicente Barbadillo que contiene una imagen de Santa Ana de 1776 del escultor José Salvador Carmona; también se ubican en esta capilla una imagen del Niño Jesús del siglo XVIII y un óleo de Magdalena Penitente de 1855. En el lado del Evangelio, la capilla del Cristo de la Salud alberga otro retablo del siglo XVIII del mismo autor que el de Santa Ana, que contiene una imagen de Cristo crucificado de 1767, también de José Salvador Carmona. El coro alto alberga un órgano de 1910 construido por Juan Bernardi. En 2021 se instaló un columbario en una estancia ubicada detrás del camarín y de la capilla del Cristo de la Salud.

### Otras partes del complejo

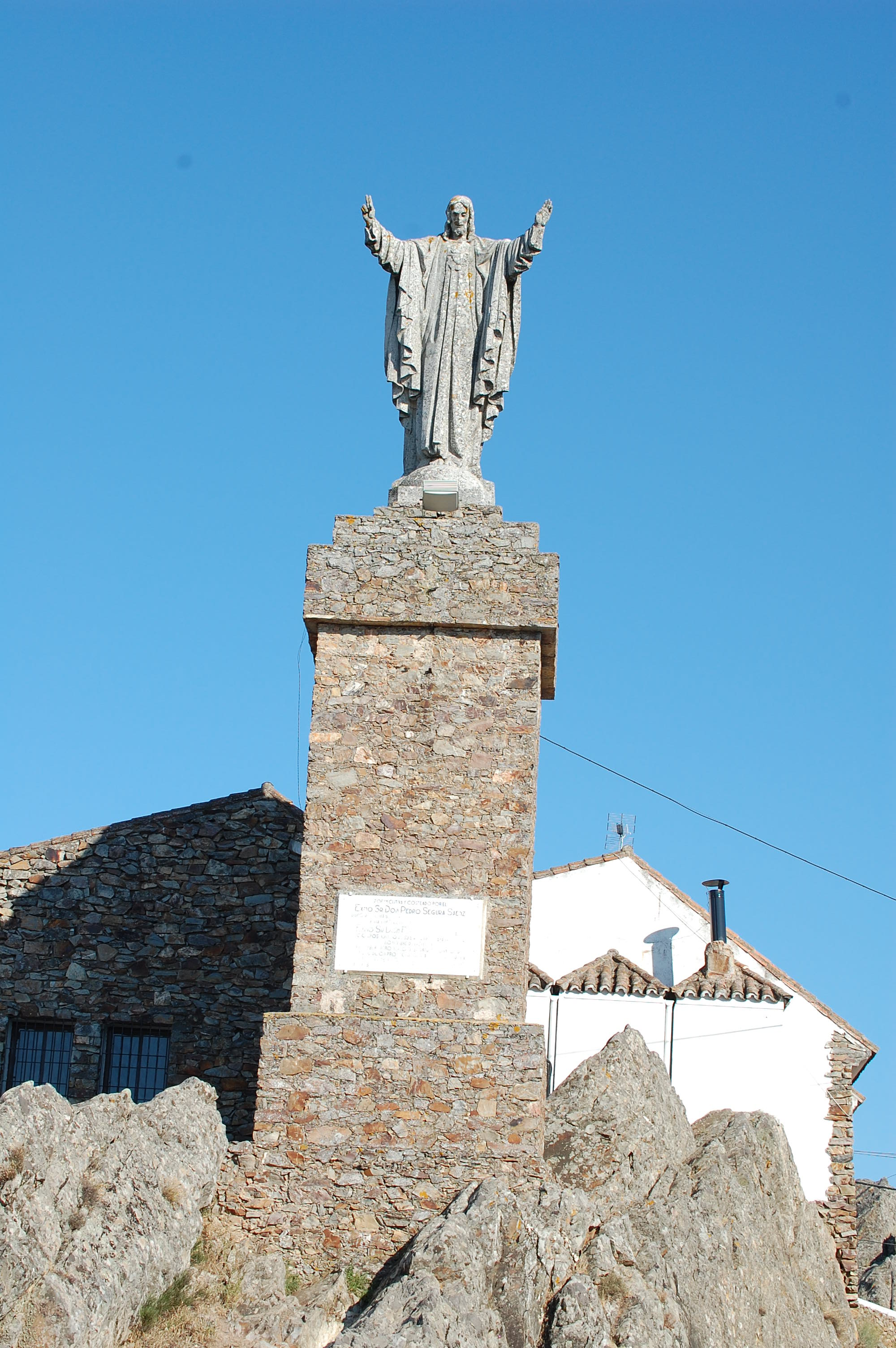
Monumento al Sagrado Corazón de Jesús, obra de 1926 de José Capuz

El edificio principal que alberga las capillas es más amplio que el propio conjunto de capillas. Es una gran estructura completamente pintada en color blanco en su exterior, en el cual se aprecian hasta tres niveles de balcones y ventanas. El edificio está construido con mampostería, sillarejo y ladrillo y en su esquina septentrional está adherido a la roca sobre la cual se construyó la ermita. Se accede a la capilla del siglo XVIII a través de un pequeño pórtico con arcos de medio punto ubicado en el lado de la Epístola. Este edificio principal abarca una superficie de 716 m² y está acompañado al sureste por el Centro Diocesano de Espiritualidad, edificio de tres pisos añadido en 1946, con una superficie construida de 1919 m². Junto a estos dos edificios hay un restaurante cuya estructura actual data de 1970, que suma una superficie construida de 584 m².
A los edificios del complejo se añade un templete ubicado en el mirador, que data del año 2000 y fue diseñado por el arquitecto Emilio Pizarro; este templete se hizo para reconstruir un templete anterior del siglo XVIII, demolido a mediados del siglo XX, y está formado por cuatro columnas separadas por arcos de medio punto con rejas que sostienen una cúpula con linterna, todo ello en el mismo color blanco que el santuario. Entre el templete y el bar destaca una gran estatua de caliza del Sagrado Corazón de Jesús, construida en 1926 por José Capuz en el taller de Félix Granda. Bajo la estatua se construyó una fuente ornamental en 2012, aunque en el santuario es más conocida otra fuente más antigua que se ubica bajo el edificio principal, donde se forma la figura de la Virgen con un mosaico de adoquines. En 2006 se instaló junto a una curva de la carretera de acceso un busto del fundador del santuario Francisco de Paniagua.

### Ruta de peregrinaje

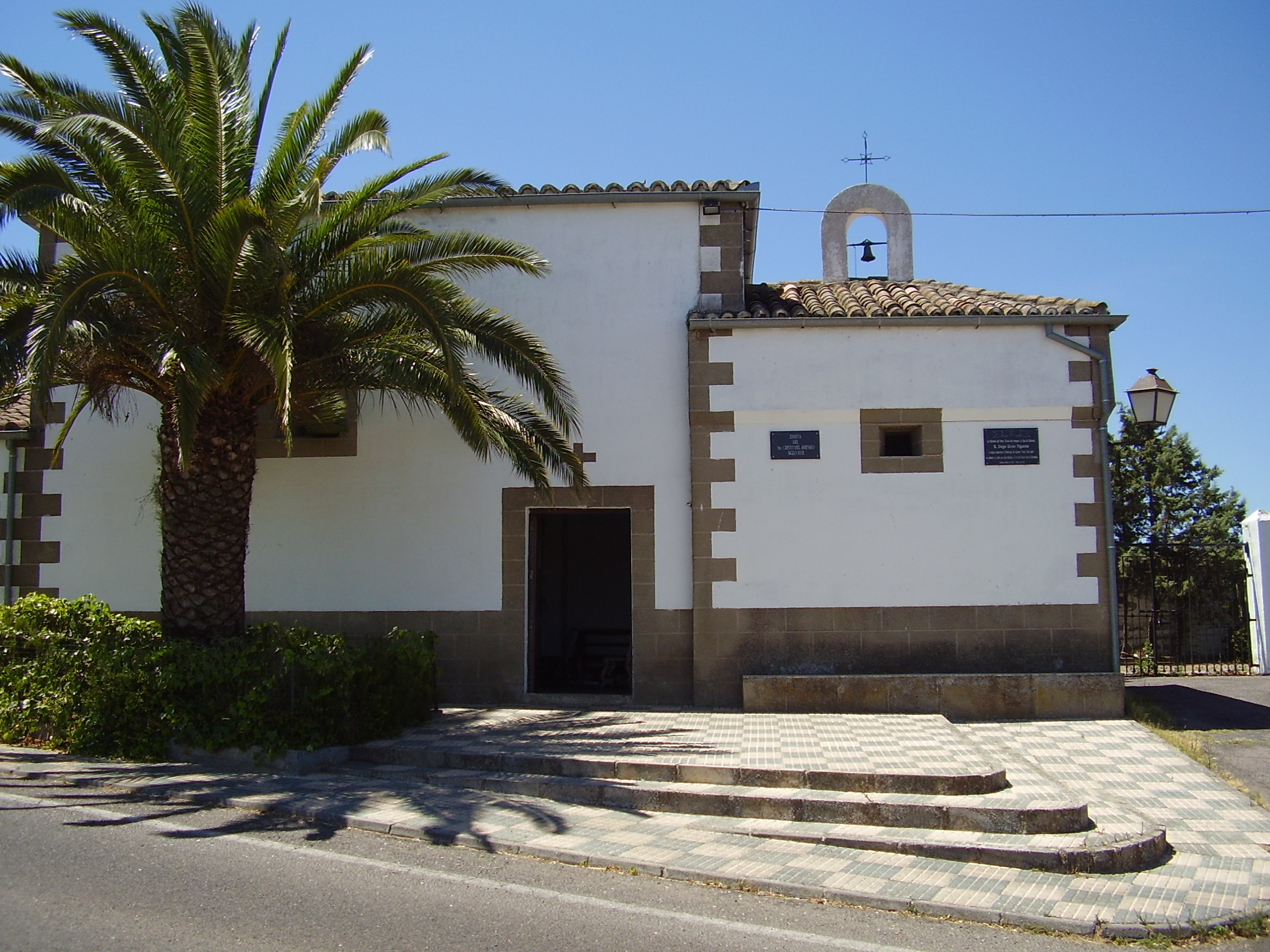
Ermita del Cristo del Amparo

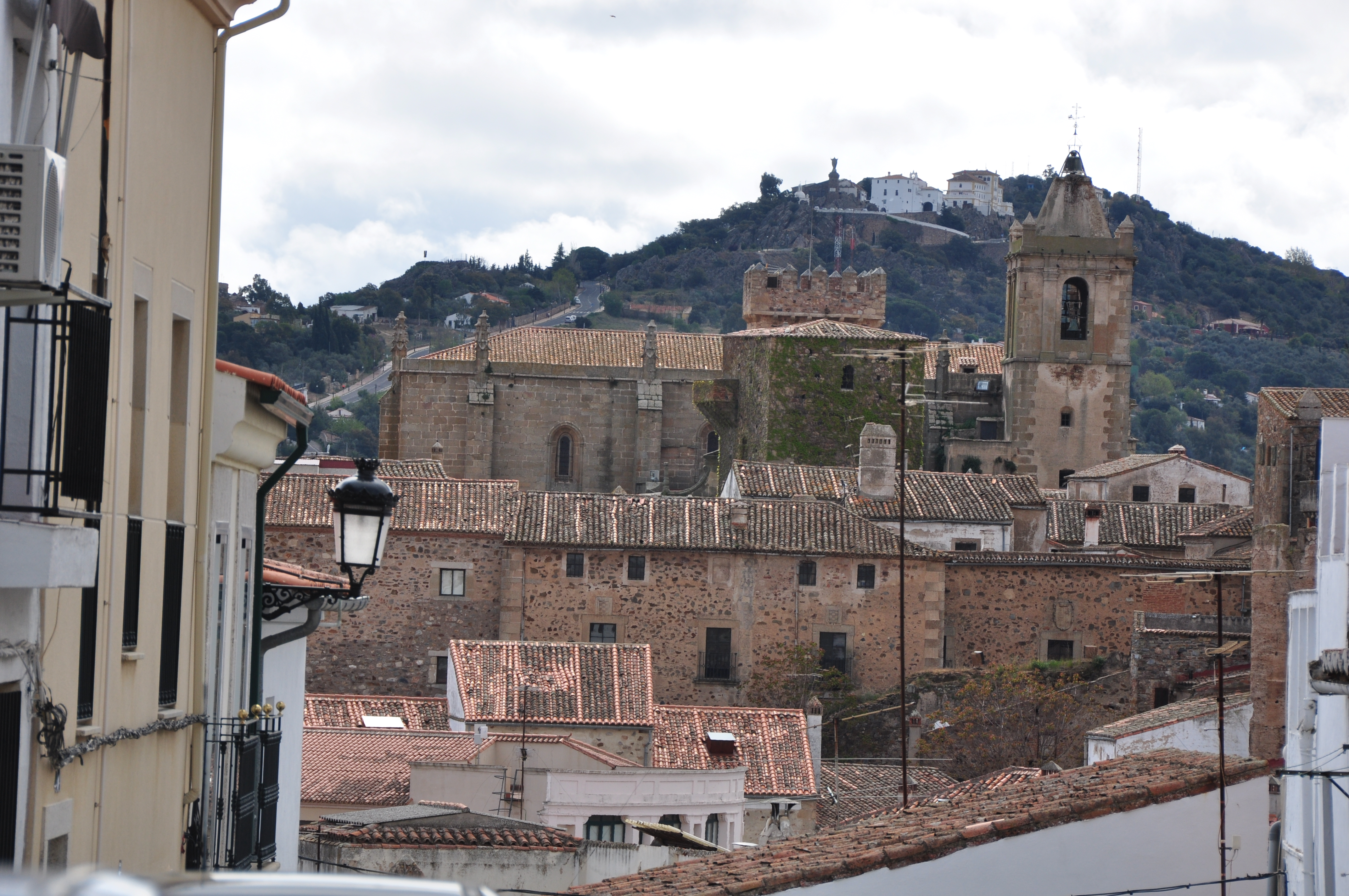
El santuario es visible desde muchos puntos de la ciudad. Esta imagen muestra una vista de la Ciudad Monumental desde la calle Pedro Corbacho, en el barrio de San Juan, con el santuario y su carretera de acceso al fondo.

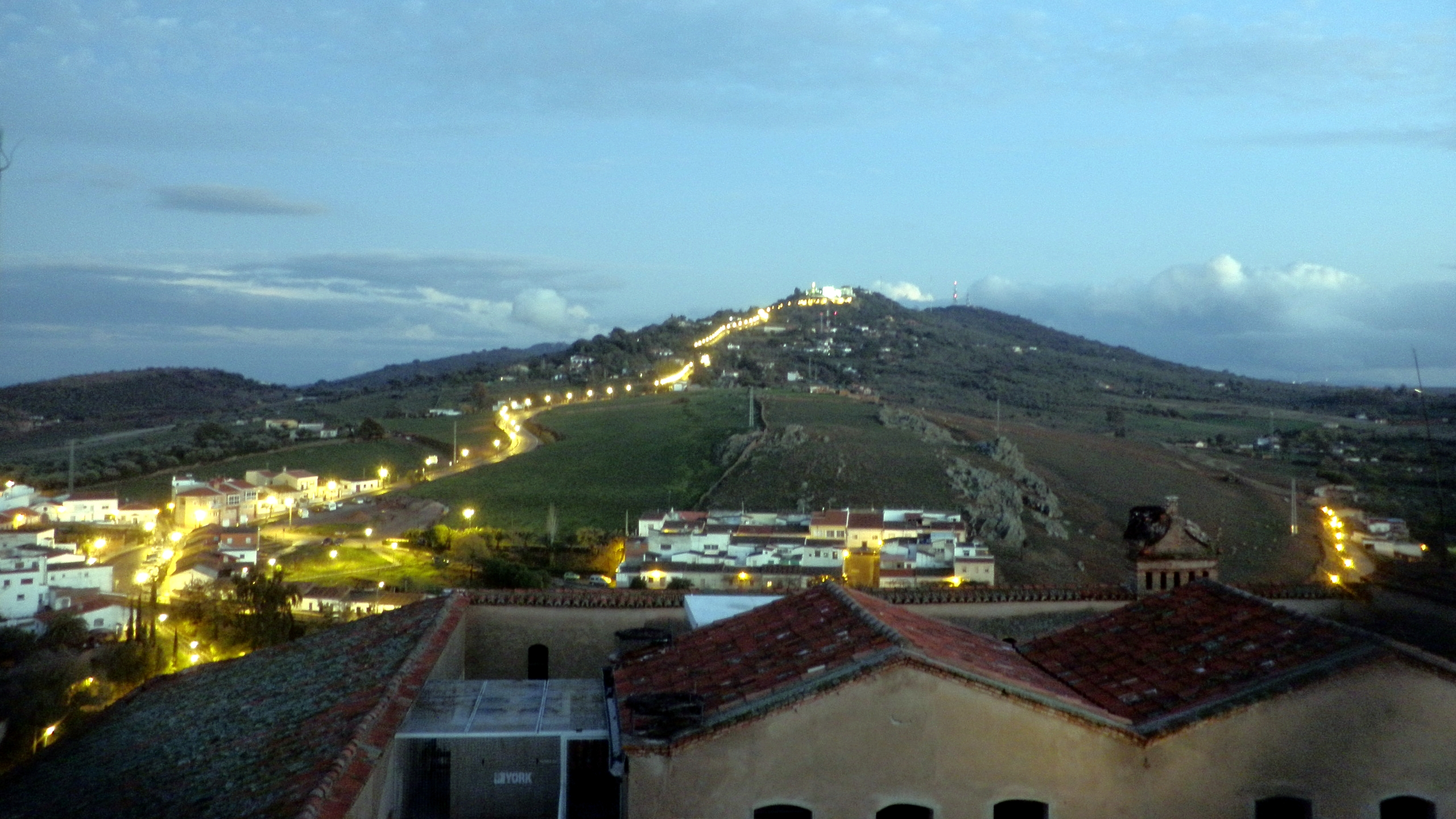
La carretera de acceso al santuario cuenta con alumbrado público para que también sea visible desde la ciudad de noche

El santuario estaba conectado históricamente con la Ciudad Monumental mediante una ruta de peregrinaje formada por siete ermitas, de las cuales se conservan cinco, más el propio santuario. Tradicionalmente, la ruta que unía la puerta de Mérida con el santuario estaba formada por las siguientes ermitas, en orden ascendente:
1. Ermita de la Soledad: ermita de origen medieval ubicada en el barrio de Santa Clara.[21]
2. Ermita de las Candelas: otra ermita de origen medieval ubicada en el barrio de Santa Clara, actualmente es la sede de la fiesta de las Candelas del 2 de febrero.[22]
3. Ermita de San Ildefonso: construida en el siglo XVI junto a la anterior, fue abandonada en el siglo XIX y más tarde pasó a ser un taller de vehículos y una sala de exposiciones.[23][24]
4. Ermita de San Marcos el Viejo (San Marcos): templo desaparecido de gran importancia histórica en la ciudad, ya que en este lugar se celebró el 25 de abril (día de San Marcos) de 1229 la primera misa tras la Reconquista de la localidad del 23 de abril; se ubicaba en el valle del arroyo del Marco, pero fue demolida en 1964 debido a su estado ruinoso.[25]
5. Ermita de San Marcos el Nuevo (San Marquino): ermita cuya existencia se conoce desde el siglo XVI, da nombre al barrio homónimo y actualmente es la última ermita del casco urbano antes de subir al santuario; sin embargo, originalmente era una ermita de campo, ya que el barrio de San Marquino no se construyó hasta el siglo XX.[26]
6. Ermita del Cristo del Amparo: ermita del siglo XVII ubicada tras pasar el cruce de la carretera de subida al santuario con la Ronda Sureste; esta ermita cuenta con un mirador desde el que puede verse una amplia zona de la ciudad sin tener que subir al santuario.[27][28]
7. Ermita del Calvario: peculiar estructura construida en el siglo XVI sobre una roca próxima al actual santuario.[29]

Junto a las ermitas que forman la ruta, a lo largo de la carretera de acceso al santuario se conservan a ambos lados de la vía varias cruces de piedra que van marcando la ruta de subida hasta la cima. Este conjunto de cruces es conocido como "el Calvario" y se extienden por el tramo entre la ermita de San Marquino y la del Calvario.
Cuando anualmente se celebra el primer domingo de mayo la procesión final del Novenario de la Virgen de la Montaña, en la que la imagen de la Virgen de la Montaña regresa a su santuario desde la concatedral de Santa María, la procesión sigue esta ruta para subir a la Virgen; sin embargo, debido a que no puede acceder directamente a la puerta de Mérida desde la concatedral por el fuerte desnivel, da la vuelta por la plaza Mayor, calle Pintores, iglesia de San Juan y calle Pizarro, esquivando por escasos metros las tres primeras ermitas citadas al pasar por vecina la calle Fuente Nueva. Por el contrario, la bajada que da inicio al Novenario la semana anterior no sigue el mismo recorrido, ya que al cruzar el arroyo se desvía hacia la ermita del Vaquero para subir a la iglesia de Santiago.
En abril de 2018, la ruta de las procesiones de subida y bajada al santuario fue señalizada con 46 figuras de la Virgen incrustadas en el suelo de las calles por las que pasa, para que los turistas pudieran seguir la ruta tradicional entre la ciudad y el santuario. Sin embargo, debido al riesgo que su ubicación suponía para los viandantes, a la aparición de señales dañadas por el tránsito a los pocos días de ser colocadas y a las quejas de vecinos que consideraban irrespetuosa la ubicación en el suelo, se decidió retirarlas en muy pocos días tras su colocación.

## Uso actual

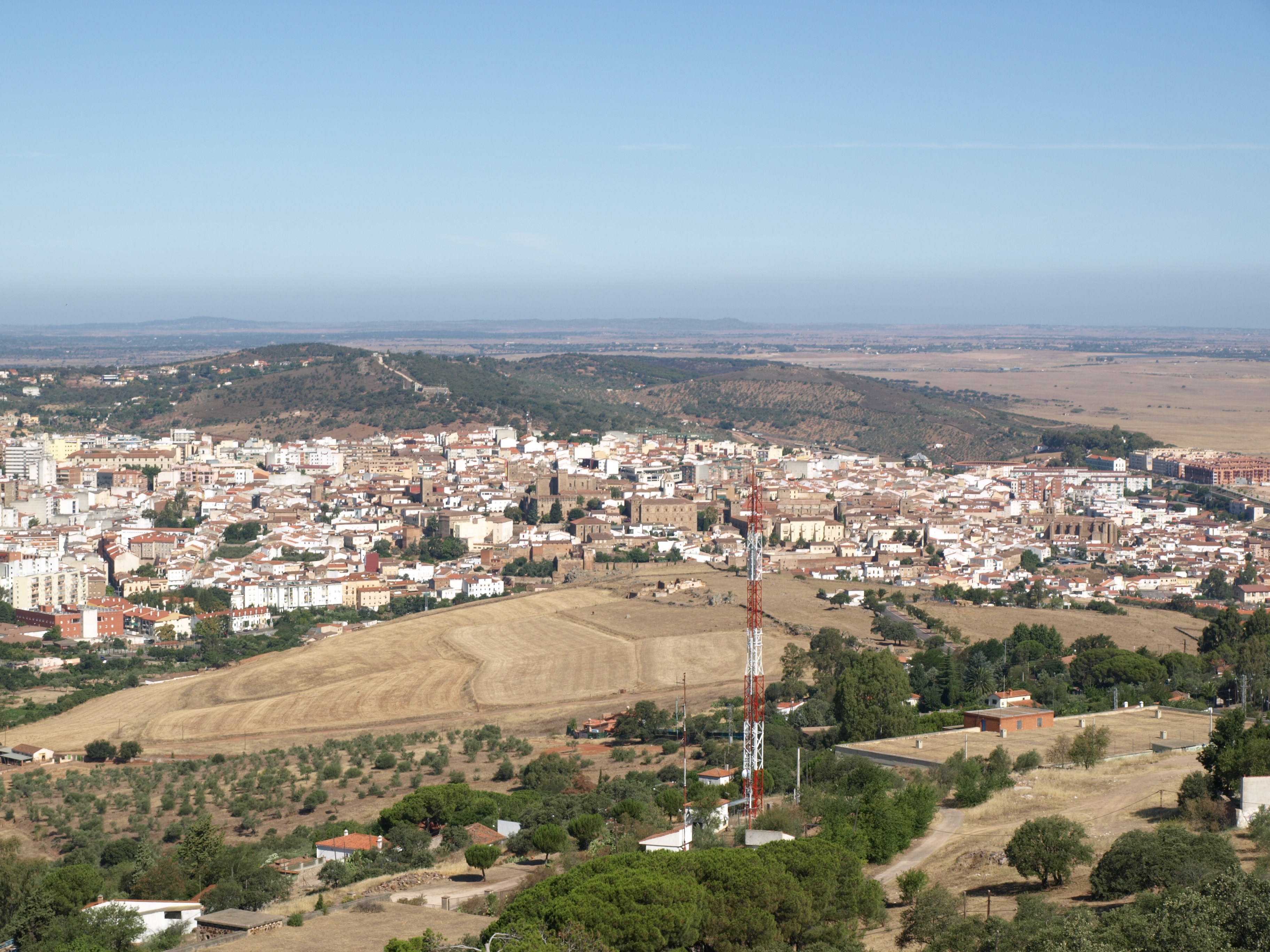
Vista de la ciudad desde el santuario

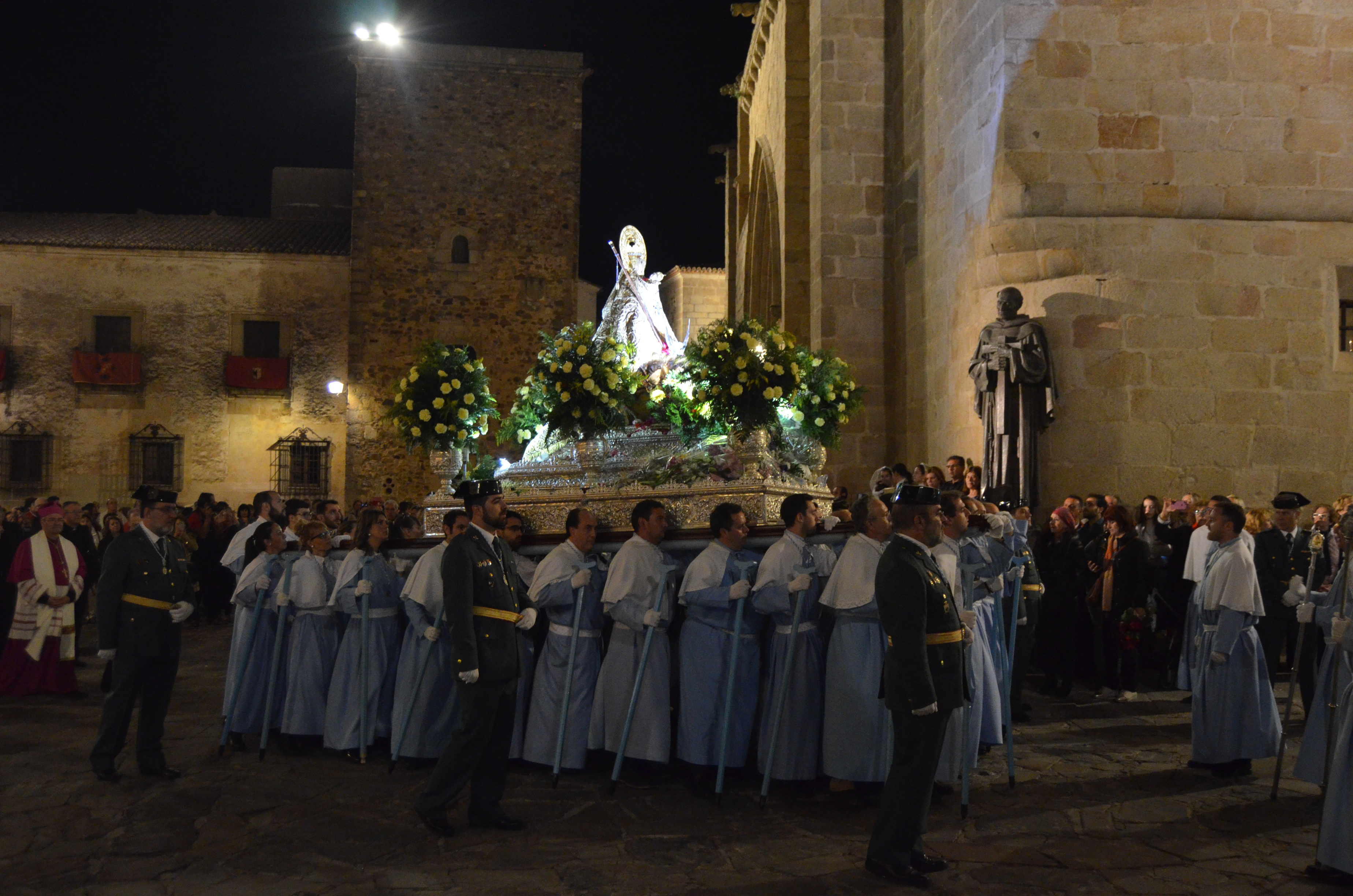
El Novenario es el principal evento que tiene lugar en el santuario, pero se desarrolla principalmente en la concatedral.

La iglesia de Santa María, que había sido tradicionalmente la parroquia matriz del santuario, fue elevada en 1957 al estatus de concatedral. Debido a la importancia del santuario en la cultura cacereña, la diócesis de Coria-Cáceres ha decidido no asignarlo a la jurisdicción de ninguna parroquia y actualmente es un santuario autónomo, dependiente directamente de la diócesis y con párroco propio. El santuario alberga una misa todos los días a las nueve de la mañana más otra los sábados por la tarde; en invierno hay además otra misa los domingos por la tarde. Al igual que ocurre en otros muchos oratorios de campo marianos, el uso del santuario de la Montaña durante las fiestas patronales del Novenario es escaso, ya que esta festividad consiste en bajar a la Virgen hasta la concatedral, que alberga prácticamente todo el evento con excepción de las procesiones inicial y final.
La administración del santuario corresponde a la Real Cofradía de la Santísima Virgen de la Montaña, una cofradía fundada en 1635 cuya sede canónica se ubica en el propio santuario. Esta cofradía, además de organizar todos los cultos a la Virgen, establece el horario de acceso al edificio y las autorizaciones de uso extraordinario de las instalaciones. Es una de las cuatro cofradías que, habiéndose fundado en la villa de Cáceres en el Antiguo Régimen, han seguido funcionando hasta la actualidad ininterrumpidamente y sin refundaciones intermedias; las otras tres son cofradías medievales de la Semana Santa cacereña: el Nazareno, la Soledad y la Vera Cruz. Por su parte, el edificio del Centro Diocesano de Espiritualidad situado junto al santuario está a cargo de las Hermanas Franciscanas de la Inmaculada Concepción, funcionando como una hospedería para fines religiosos que incluye alojamientos, salas de reuniones y capilla.
Fuera de los usos religiosos, el santuario es un importante centro turístico debido a las vistas que ofrece tanto de la ciudad como del paisaje de la penillanura trujillano-cacereña que la rodea, además de ser lugar de paso de rutas de senderismo por la sierra de la Mosca. Debido a la fama turística del lugar, el santuario cuenta con un bar que la cofradía arrienda a hosteleros. Por su parte, el santuario es conocido en el ámbito deportivo por albergar anualmente en primavera la Subida Pedestre a la Montaña, la prueba atlética más antigua de Cáceres, que se celebra desde la década de 1980 y consiste en subir corriendo la carretera de acceso al santuario.